# 1-й отдельный стрелковый Семёновский полк
1-й отдельный стрелковый Семёновский полк — стрелковое формирование (воинская часть, полк) Вооружённых сил Российской Федерации.
Наименования:
- сокращённое действительное  — 1 оссп;
- условное полное — Войсковая часть № 75384;
- условное сокращённо — В/Ч № 75384.

Полк дислоцирован в Москве. Почтовый адрес: г. Москва, Большая Серпуховская улица, дом № 35, строение № 1. Формирование обеспечивает в Московском гарнизоне несение гарнизонной и караульной служб (обеспечение антитеррористической деятельности в гарнизоне, конвоирование подследственных и осуждённых военнослужащих, охрана центральных органов военного управления), гарнизонные мероприятия с участием войск, отдачу воинских почестей при похоронах.

## История
1-й отдельный стрелковый Семёновский полк или В/Ч 75384 не является прямым наследником Семёновского полка, ведущего свою историю ещё с XVII века. Но все равно военнослужащие и гражданский персонал 1-го отдельного стрелкового Семёновского полка считают себя продолжателями традиций далёких предшественников.
Датой формирования части официально считается 7 октября 1919 года, когда приказом Революционного военного совета республики № 2102 образована Охранная рота при управлении коменданта РВСР. Основная задача роты была сформулирована как охрана и оборона наиболее важных государственных и военных объектов. 16 июля 1920 года был выставлен первый караул по охране здания РВСР в составе 18 человек. В этом же году Охранная рота при управлении коменданта РВСР была реформирована в батальон двухротного состава, который получил наименование Батальон охраны РВСР и полевого штаба РККА. Наряду с выполнением основных функций, бойцы батальона привлекались для борьбы против контрреволюционеров. По приказу главнокомандующего вооружённых сил республики 5 февраля 1921 года бойцы батальона охраны численностью в 200 штыков и 8 пулемётов принимали участие в подавлении Тамбовского восстания, руководимого А. С. Антоновым. В июне-июле 1921 года красноармейцы батальона привлекались для охраны III Конгресса Коминтерна.
Приказом РВС СССР от 24 декабря 1925 года батальон получил название 1-й отдельный местный стрелковый батальон.
Кроме этого, личный состав был задействован[когда?] в сопровождении выездов представителей высшего военного командования на фронт, а также для конвоирования военных и государственных преступников.
Во время Великой Отечественной войны воины батальона несли службу по охране Главного командования Красной Армии в осаждённой Москве и во время выездов представителей Ставки Верховного Главнокомандования на фронт. Когда по решению правительства из столицы в глубь страны были эвакуированы некоторые наркоматы и правительственные учреждения, часть личного состава убыла для обеспечения охраны вместе с ними. Тем не менее, за годы войны боевой опыт получили более половины бойцов и командиров батальона охраны. На смену ушедшим в действующую армию бойцам в батальон были приняты на службу более сотни девушек-добровольцев.
В 1947 году батальон был переформирован в 4-й отдельный стрелковый полк охраны Министерства Вооружённых Сил. В октябре 1967 года полк переформировывается в 1-ю отдельную стрелковую бригаду охраны Министерства обороны СССР.
В 1979 году бригада была награждена орденом Красной Звезды.
В 2009 году бригада охраны (в/ч 83420) была расформирована, основная часть личного состава была переведена в 27-ю отдельную гвардейскую мотострелковую Севастопольскую Краснознамённую бригаду имени 60-летия образования СССР.
16 апреля 2013 года Президент Российской Федерации В. В. Путин подписал указ, согласно которому 1-му отдельному стрелковому полку было присвоено почётное наименование Семёновский.  Во вновь созданный Семёновский полк вошли стрелковые батальоны 27-й отдельной мотострелковой бригады (27 ОМСБр), ранее входившие в состав 1-й отдельной стрелковой бригады охраны.
23 августа 2024 года дело о наследовании имущества Лейб-гвардии Семёновского полка.
Полк расквартирован в Чернышевских (Александровcких) казармах.  Учебный центр расположен в посёлке Зюзино, Раменского района Московской области.

## Состав
В 1-й отдельный стрелковый Семёновский полк входят:
- Управление полка, включает: штаб, службу связи, службу радиационной, химической и биологической защиты, медицинскую службу, автомобильную службу, финансовую службу, службу горючего и смазочных материалов, продовольственную службу, вещевую службу, службу ракетно-артиллерийского вооружения;
- 1-й стрелковый батальон;
- 2-й стрелковый батальон;
- 3-й стрелковый батальон;
- 4-й стрелковый батальон;
- учебный батальон;
- 1-я специальная мотострелковая рота;
- рота материального обеспечения;
- рота управления;
- автомобильная рота.
- батальон охраны Третьего дома Министерства обороны
- отделение охраны (УФСБ по 12 ГУ МО РФ)